# Criteri de la vergonya

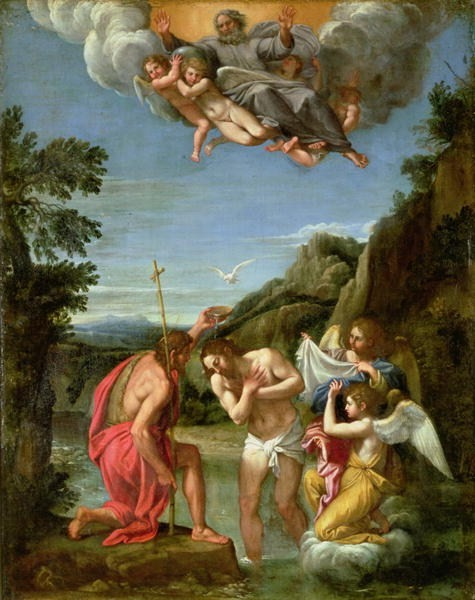
Baptisme de Crist de Francesco Albani. Ja que posiciona a Joan com a superior a Jesús, el criteri de la vergonya s'ha utilitzat per argumentar a favor de la historicitat del baptisme de Jesús per Joan el Baptista.

El criteri de la vergonya és una anàlisi crítica dels relats històrics en què els relats incòmodes per a l'autor es presumeixen veritables perquè l'autor no tindria cap raó per a inventar un registre vergonyós sobre si mateix. Alguns estudiosos de la Bíblia han usat aquest criteri per a avaluar si els relats de les accions i les paraules de Jesús del Nou Testament són històricament probables.

## Història
El criteri de la vergonya és una eina de llarga data de la recerca del Nou Testament. La frase va ser utilitzada per John P. Meier en el seu llibre A Marginal Jew; qui la hi va atribuir a Edward Schillebeeckx, que no sembla haver fet servir realment el terme. El primer ús del terme va ser possiblement fet per Paul Wilhelm Schmiedel en la Encyclopaedia Biblica (1899).

## Exemples
El supòsit del criteri de la vergonya és que l'església primitiva difícilment hauria fet crear o falsificar material històric que només avergonyia l'autor o afeblia la seva posició en les discussions amb els opositors. Al contrari, el material desconcertant procedent de Jesús se suprimiria o se suavitzaria en etapes posteriors de la tradició evangèlica. Aquest criteri s'utilitza molt poc per si mateix, i és típic un d'una sèrie de criteris, com ara el criteri de la discontinuïtat i el criteri de l'atestació múltiple, juntament amb el mètode històric.
La crucifixió de Jesús és un exemple d'un esdeveniment que compleix el criteri de vergonya. Aquest mètode d'execució va ser considerat el més vergonyós i degradant en el món romà, i els defensors del criteri repliquen que aquest mètode d'execució és, per tant, el menys propens a haver estat inventat pels seguidors de Jesús.

## Limitacions
El criteri de la vergonya té les seves limitacions i gairebé sempre s'utilitza en conjunt amb els altres criteris. Una de les limitacions del criteri de la vergonya és que els casos claríssims d'aquesta vergonya són pocs. Un retrat complet de Jesús mai no podria basar-se en tan poques dades. És evident que el context és important, ja que el que podria ser considerat com a vergonyós en una època i el context social, no podria haver-ho estat en un altre. Detalls enutjosos poden incloure's com una alternativa a un relat encara més vergonyós del mateix esdeveniment. Com un exemple hipotètic, la negació de Jesús de Pedro podria haver estat canviat en un més gran acte erroni de Pere.
Un exemple del segon punt es troba als relats dels evangelis de la infància. En un registre del Evangeli de la infància de Tomàs es diu que un Jesús molt jove, utilitzant els seus poders sobrenaturals, primer mata i després reviu a un company de jocs que s'havia copejat accidentalment amb ell. Si aquesta tradició hagués estat acceptada com a digna de ser inclosa en algun moment clau en la formació de la Bíblia cristiana —i, per tant, integrat en una forma o una altra, entre els evangelis canònics—, podria dir-se que a molts cristians moderns els resultaria força enutjós, especialment estrictes creients en la infal·libilitat bíblica. Però com ho suggereix l'existència d'aquesta primerenca coparticipació no canònica, no devia haver estat vergonyós per a alguns dels primers cristians.
Una altra limitació és la possibilitat que allò que podria ser classificat com a vergonyós també podria ser un relat creat i deliberadament dissenyat per provocar una reacció. Per exemple, la negació de Jesús per Pere podria haver estat escrit com un exemple de les conseqüències de la negació. «A qualsevol, doncs, que em confessi davant dels homes, jo també el confessaré davant el meu Pare que és en els cels. I a qualsevol que em negui davant dels homes, jo també el negaré davant el meu Pare que és en els cels».(Mateu 10:32-33).